# Kõpu (schiereiland)
Kõpu (Estisch: Kõpu poolsaar, Duits: Keppo) is een schiereiland aan de westkant van het Estische eiland Hiiumaa.

## Beschrijving
Kõpu is het langgerekte, smalle schiereiland aan de westkant van het eiland Hiiumaa. Het is 21 km lang en 7,3 km breed. Anno 2021 woonden er ongeveer 260 mensen. Ten zuiden van het schiereiland liggen de Baai van Kaleste, de Baai van Kiduspe en de Baai van Mardihansu (Estisch: Kaleste laht, Kiduspe laht en Mardihansu laht), ten noorden de Baai van Luidja (Luidja laht). Ten noorden van het schiereiland ligt ook de gevaarlijke zandbank Suurrahu, ook wel Hiiu madal en in het Duits en Zweeds Neckmansgrund genoemd. De westelijke punt van het schiereiland heet Ristna nina (‘Kaap van Ristna’). Ze ligt op het grondgebied van het dorp Kalana.
Kõpu lag tot in oktober 2013 in de gemeente Kõrgessaare, daarna tot in oktober 2017 in de gemeente Hiiu en sindsdien in de fusiegemeente Hiiumaa.
Kõpu is grotendeels bedekt met naaldbos. Vooral dennen en sparren zijn goed vertegenwoordigd. Het schiereiland heeft een aantal natuurgebieden. Bijna de hele noordkust van het schiereiland hoort bij het natuurreservaat Kõpu looduskaitseala. In het zuiden liggen het Kõpu-Vaessoo hoiuala en het Suureranna hoiuala.
Het hoogste punt is de heuvel Tornimägi in het dorp Mägipe met een hoogte van 68 meter. Op de heuvel staat de vuurtoren van Kõpu.
Tijdens de Sovjetbezetting (1944-1991) lagen op het schiereiland veel verdedigingswerken van het Rode Leger. Wat daarvan nog over is verkeert in vervallen staat.

## Haven
Kalana heeft een haven, Kalana sadam, die het grootste deel van het jaar ijsvrij is. Het was 500 jaar lang de belangrijkste haven in de regio tot in 1980 de haven van Lehtma werd gebouwd, die de rol van Kalana overnam. De haven van Kalana wordt sinds de jaren negentig van de 20e eeuw vrijwel uitsluitend voor de pleziervaart gebruikt en sinds een storm in 2005 grote schade aanrichtte, ligt het scheepvaartverkeer er vrijwel stil.

## Vuurtorens
Op de heuvel Tornimägi in Mägipe staat de vuurtoren van Kõpu, De toren is gebouwd in 1531 en is daarmee de oudste vuurtoren aan de Oostzee. Hij is 36 meter hoog. Een tweede vuurtoren staat in Kalana en wordt meestal vuurtoren van Ristna (Ristna tuletorn) genoemd. Deze toren, gebouwd in gietijzer, dateert uit 1874 en is 29,3 m hoog.

## Plaatsen
Op het schiereiland liggen de volgende plaatsen, die allemaal tot de gemeente Hiiumaa behoren:
- Heistesoo, Hirmuste, Kalana, Kaleste, Kiduspe, Kõpu, Laasi, Luidja (gedeeltelijk), Mägipe, Ojaküla, Palli, Poama, Suurepsi, Suureranna, Tammistu, Tiharu, Ülendi, Viita, Viitasoo, Vilima en Villamaa (gedeeltelijk).

Het gebied is zeer dun bevolkt. Luidja is met 51 inwoners (2021) het grootste dorp. Vijf dorpen, Palli, Tammistu, Tiharu, Viita en Viitasoo, hebben minder dan vier inwoners.

## Foto's

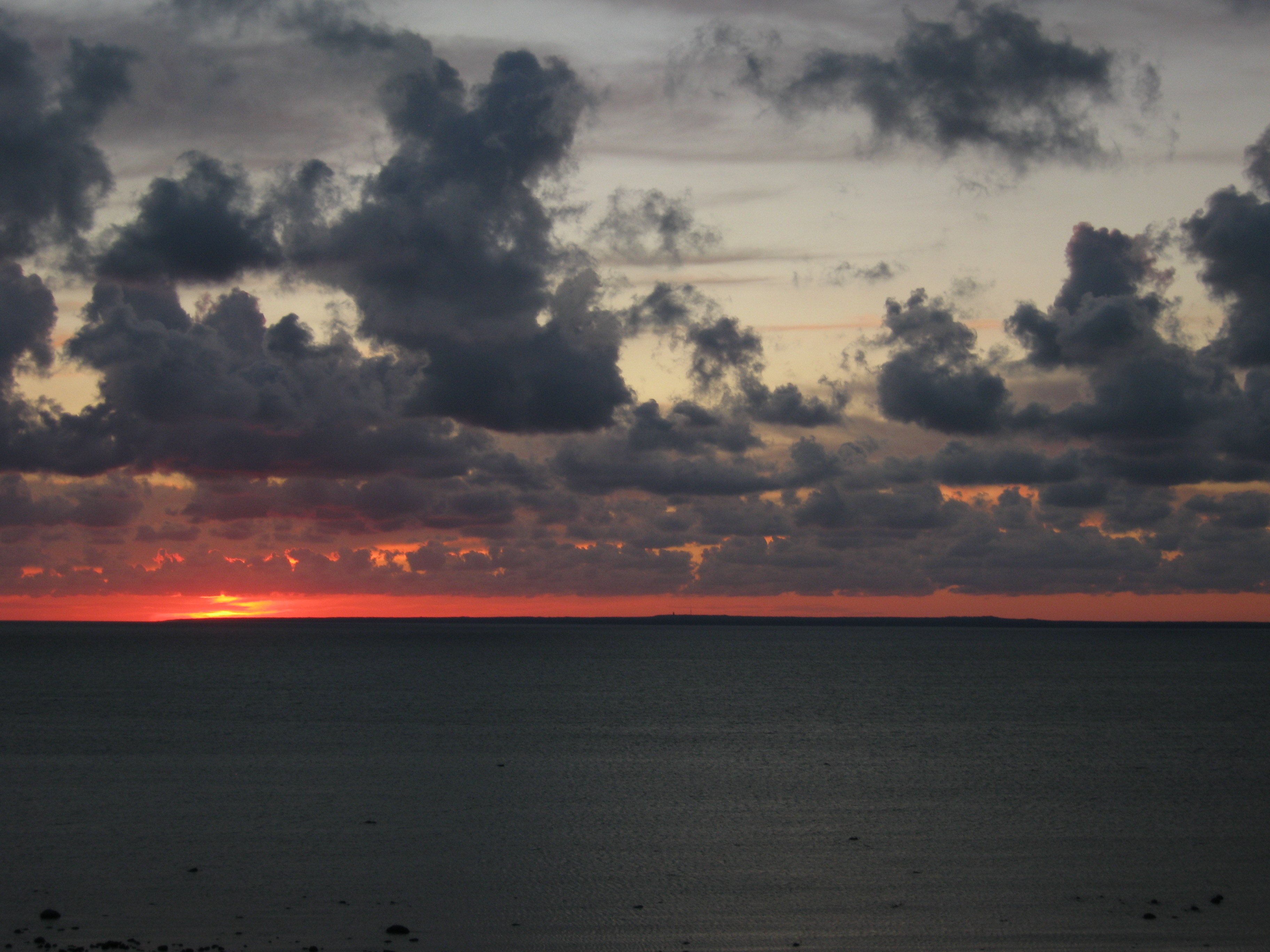
Avondrood bij het schiereiland Kõpu
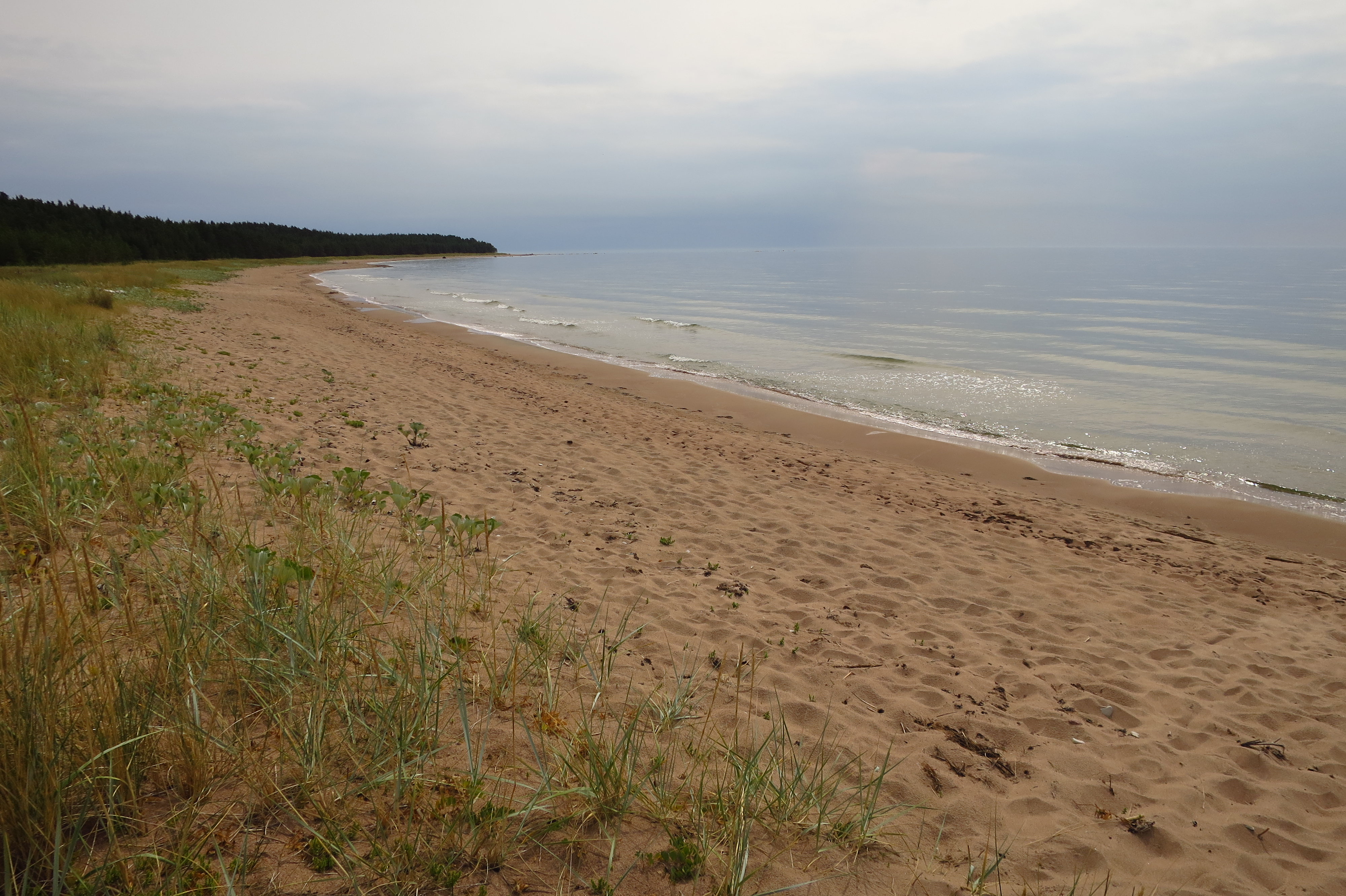
De Baai van Kaleste
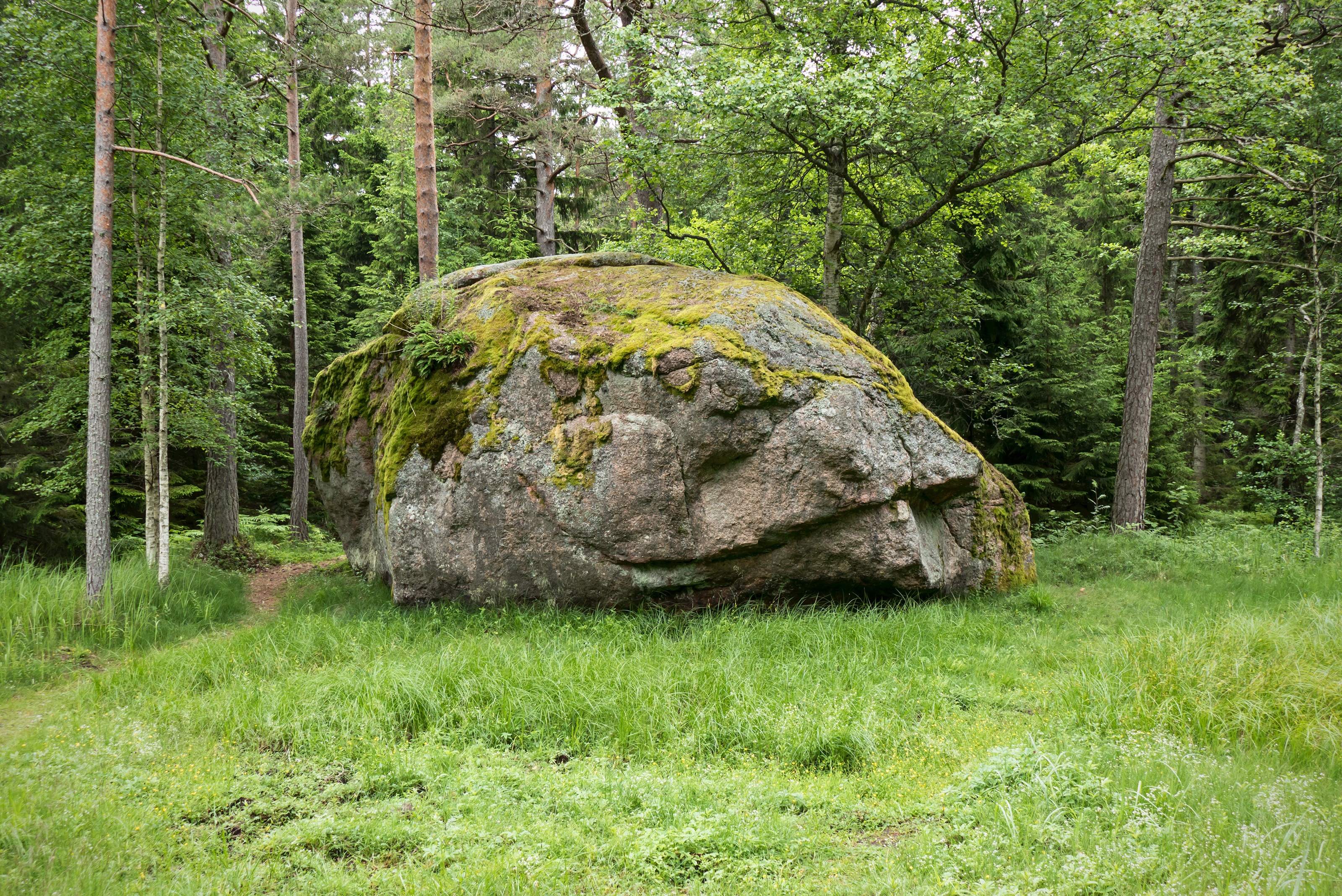
Zwerfkei bij Ülendi
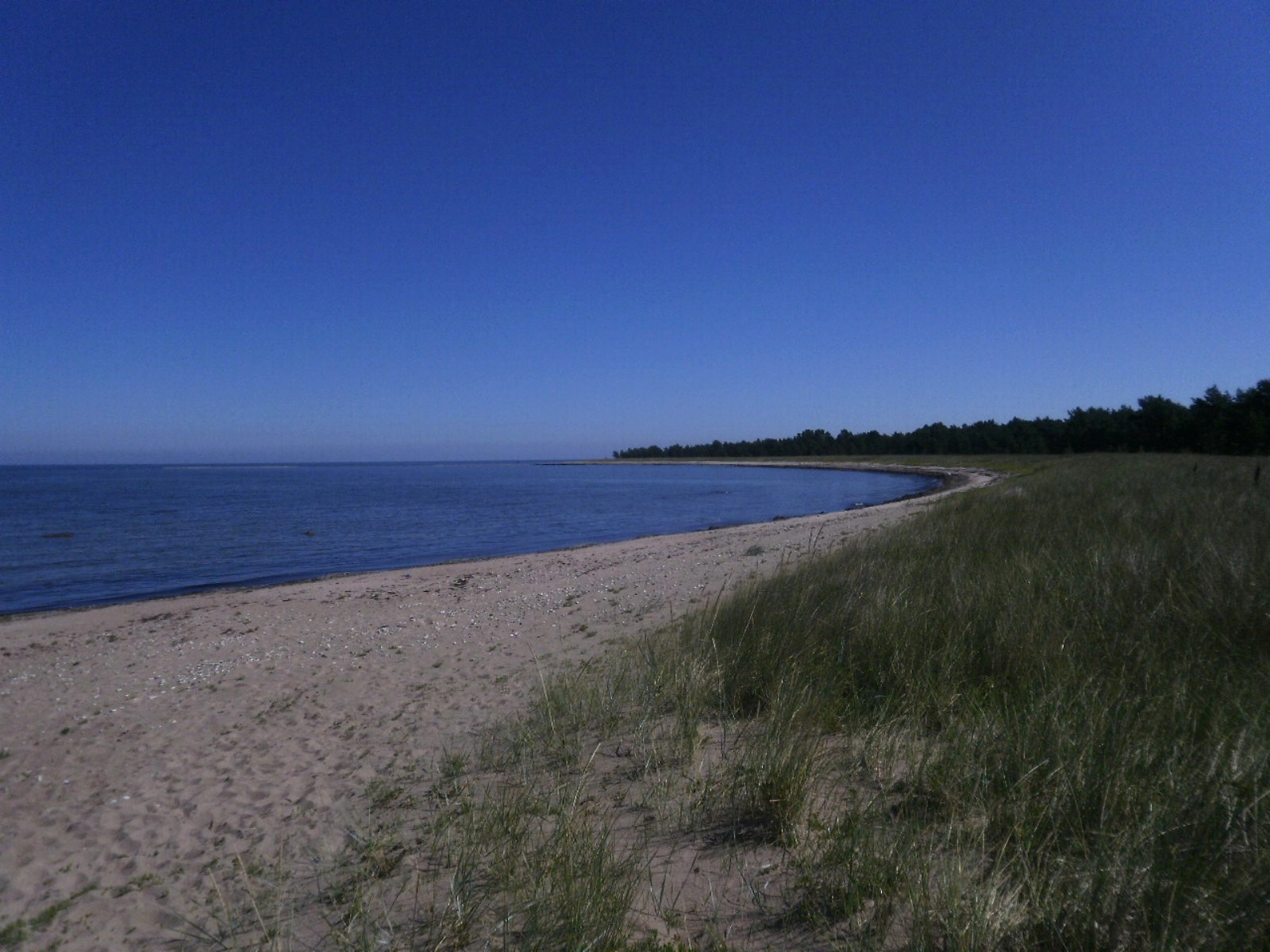
Het strand bij de Kaap van Ristna
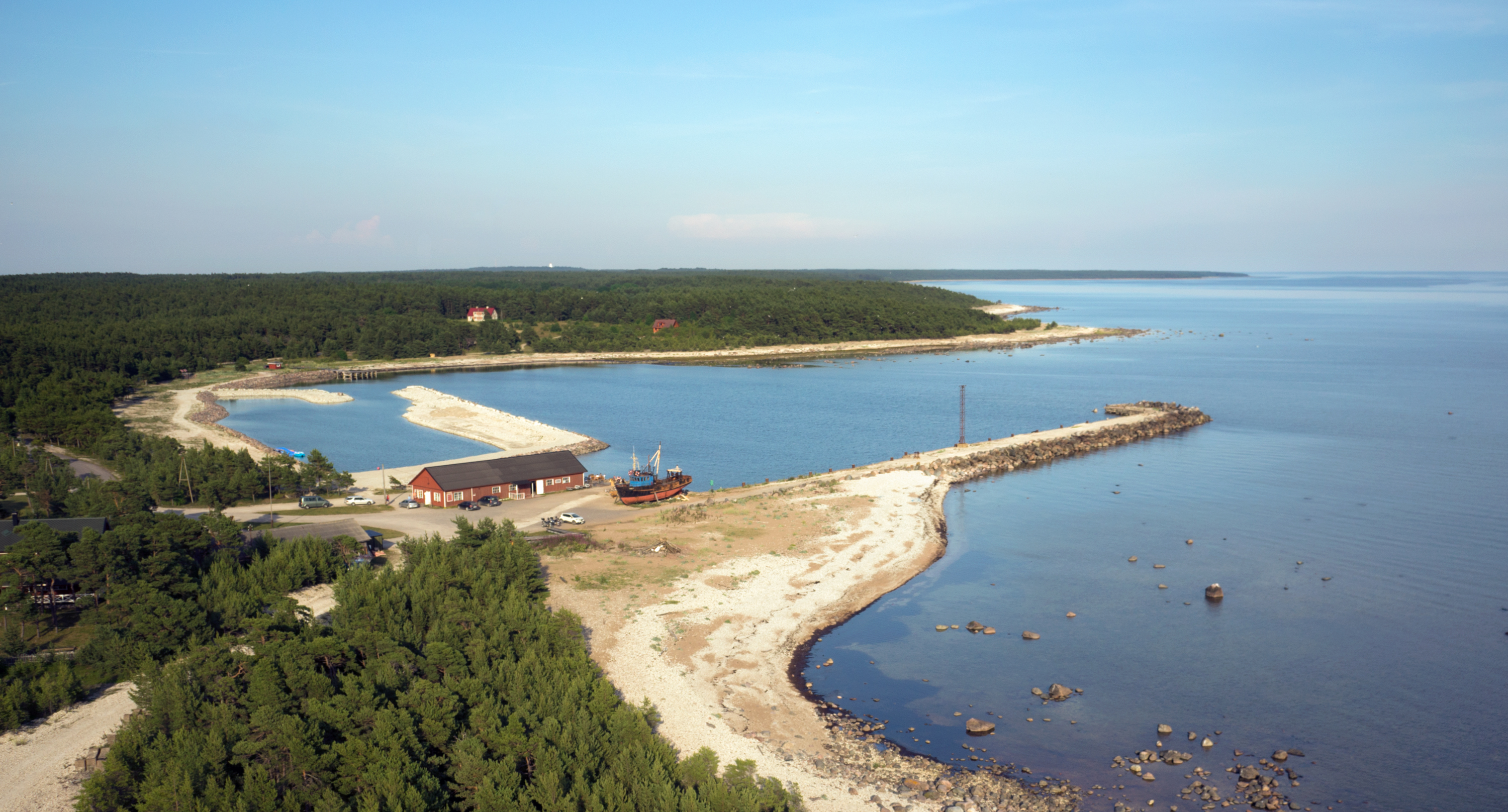
De haven van Kalana
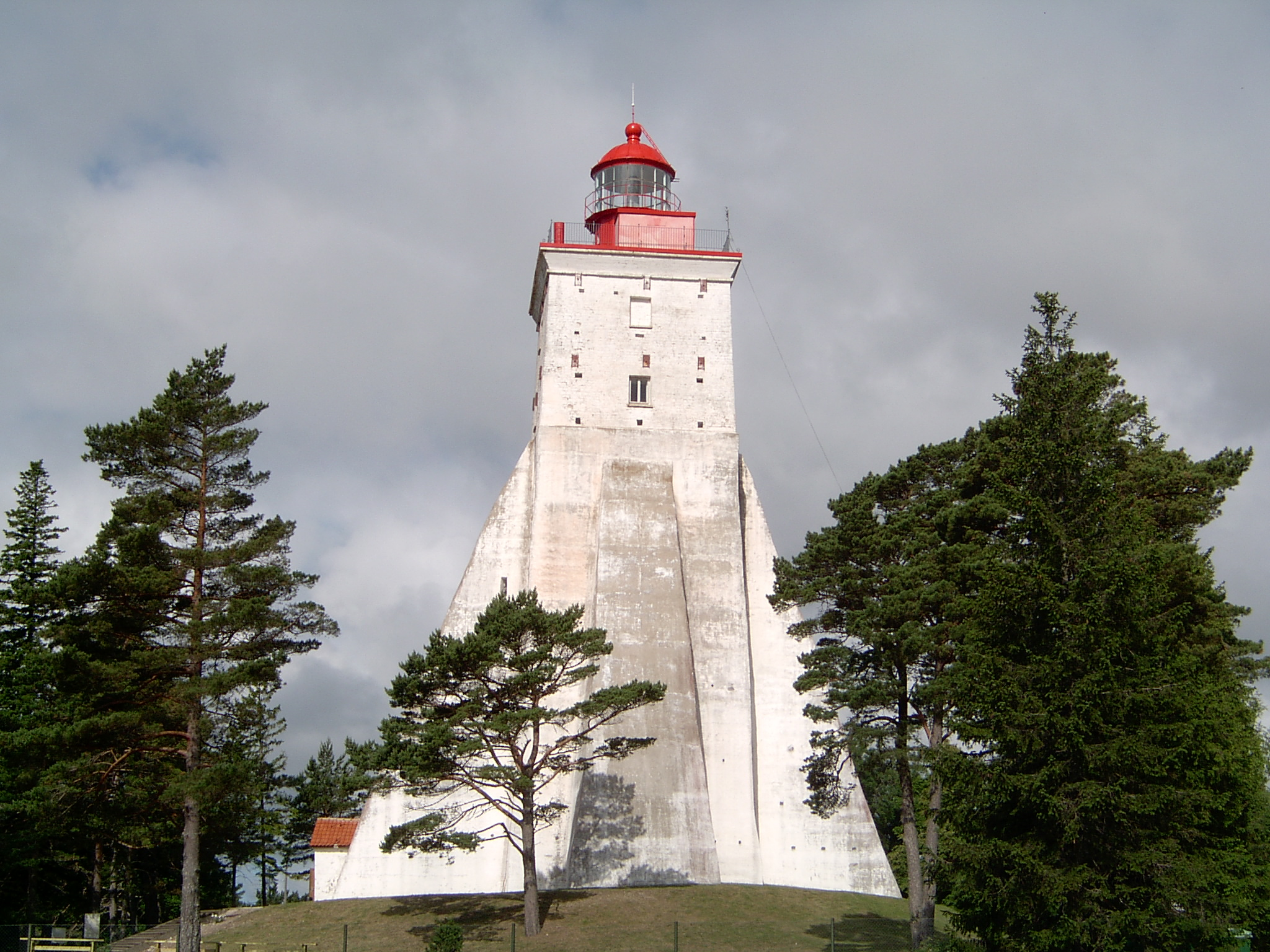
De vuurtoren van Kõpu
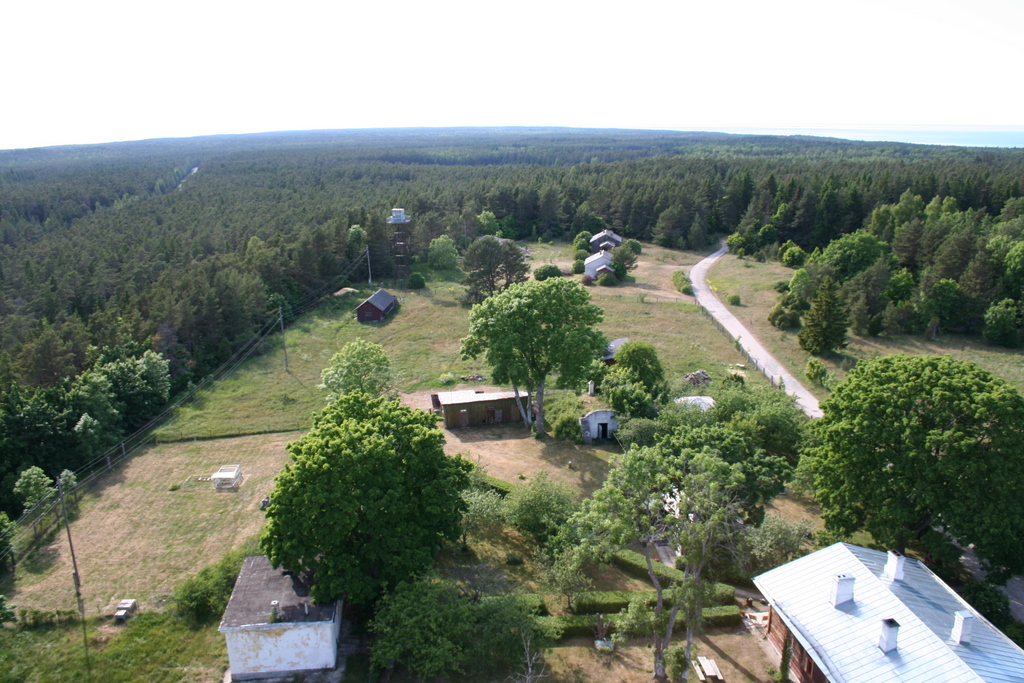
Uitzicht vanaf de vuurtoren van Kõpu
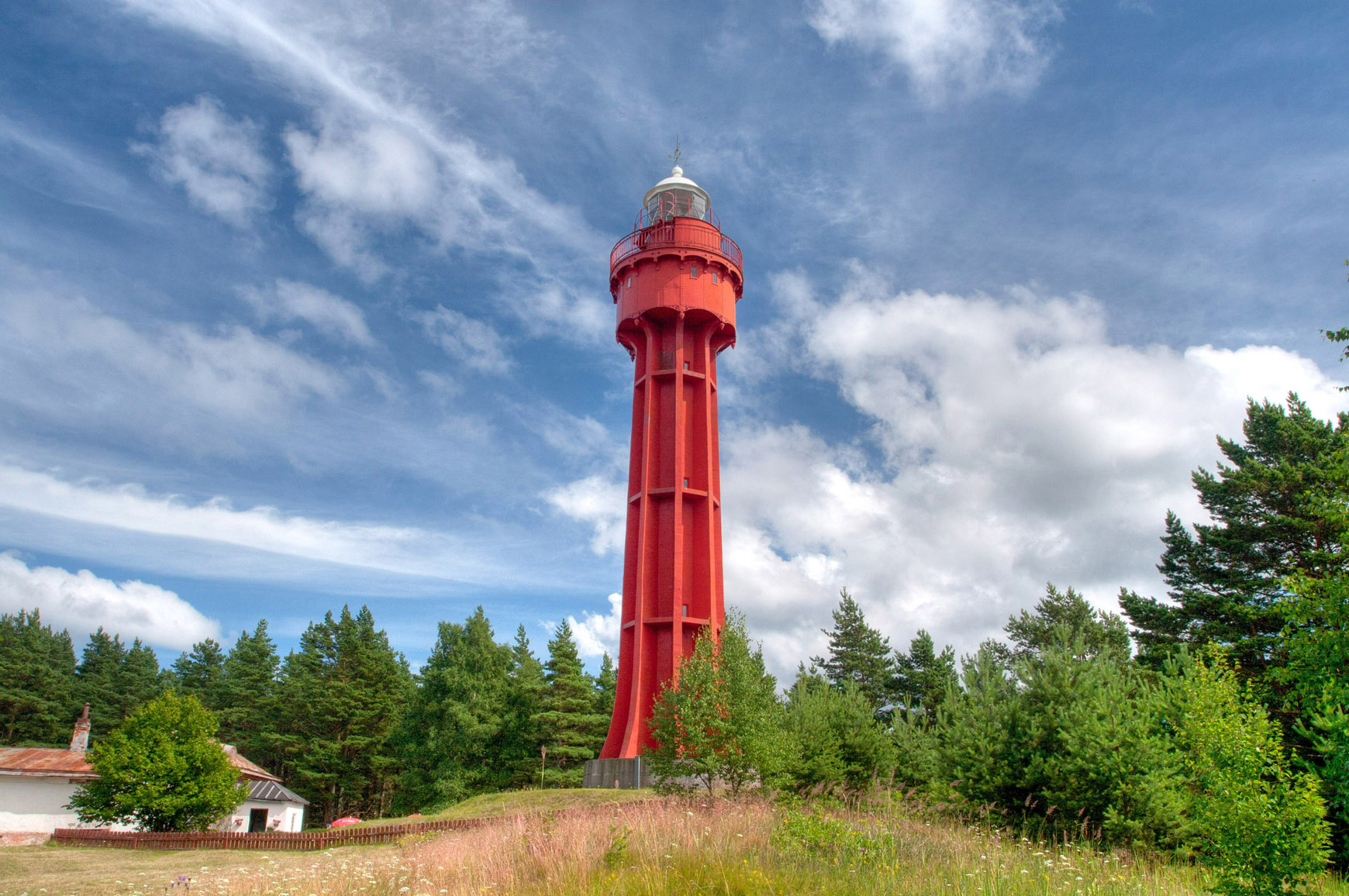
Vuurtoren van Ristna
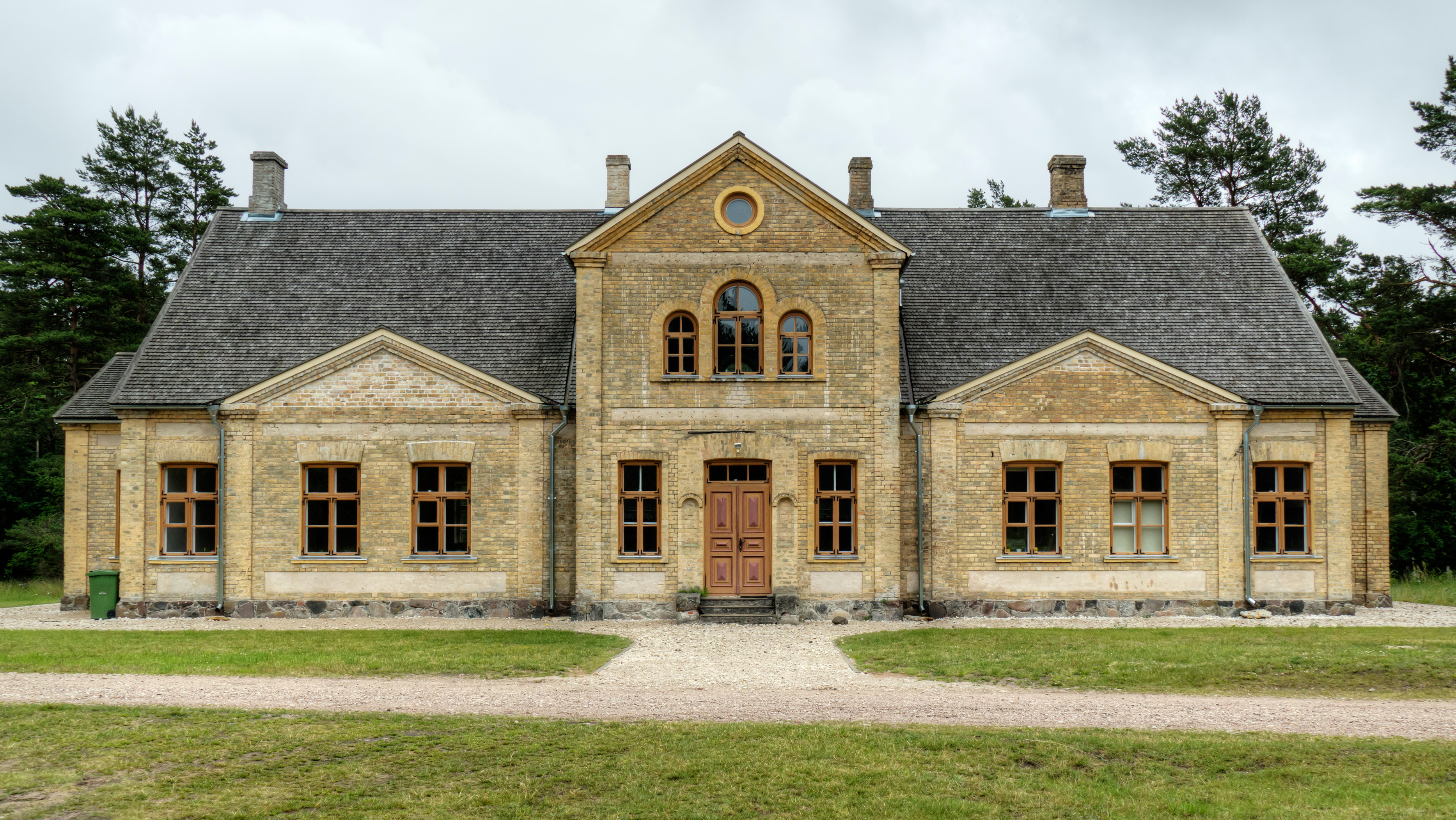
Voormalige orthodoxe kerk in het dorp Kõpu